# K-162
K-162 (później K-222) – radziecki unikatowy myśliwski okręt podwodny z napędem atomowym, którego kadłub sztywny zbudowano ze stopu tytanu. Był jedynym okrętem projektu 661, oznaczonego w nomenklaturze radzieckiej Anczar, a w nomenklaturze zachodniej jako typ Papa. Mimo niezwykłych osiągów tego okrętu – zwłaszcza bardzo wysokiej, przekraczającej 42 węzły, prędkości podwodnej – jego istotne wady, w tym bardzo wysoki poziom generowanego przez układ napędowy hałasu, zdecydowały o tym, że budowa jednostek tego typu nie była kontynuowana, zaś K-162 pozostał jedynym przedstawicielem tego projektu. Okręt zaliczał się do drugiej generacji radzieckich atomowych okrętów podwodnych.

## Historia
Podobnie jak dla marynarki wojennej Stanów Zjednoczonych, ważnym dla radzieckiej marynarki wojennej parametrem okrętów podwodnych była prędkość podwodna. W przypadku radzieckim, jednym z najważniejszych zadań było zwalczanie amerykańskich i brytyjskich lotniskowców. Już w 1958 roku, kiedy wypłynął w morze pierwszy radziecki okręt podwodny z napędem atomowym, Rada Ministrów ZSRR zatwierdziła wstępne wymagania wobec nowych szybkich okrętów następnej generacji. Podstawowymi założeniami nowego projektu miały być:
- dwukrotne zwiększenie prędkości (względem okrętów projektu 629A)
- półtorakrotne zwiększenie głębokości zanurzenia
- wyposażenie w mały reaktor jądrowy oraz małą turbinę
- wyposażenie w odpalany z zanurzenia system rakietowy o niewielkich rozmiarach, przy jednocześnie dużym zasięgu
- kontrola okrętu za pomocą systemów w pełni zautomatyzowanych oraz możliwość użycia systemów bojowych okrętu przy pełnej prędkości
- zwiększenie ochrony okrętu przeciwko minom, torpedom oraz pociskom rakietowym
- zmniejszenie ogólnej wyporności okrętu oraz jego wymiarów
- ulepszone warunki bytowe załogi
- użycie nowych rodzajów materiałów.

Próbę realizacji tych niezwykle ambitnych założeń powierzono biurom konstrukcyjnym w Leningradzie oraz w Gorkim, co doprowadziło do budowy szybkich okrętów podwodnych – projektu 661 (kod NATO: Papa) oraz 705 (NATO: Alfa). Największym problemem w realizacji radzieckich zamierzeń, był wybór właściwych do budowy okrętów spełniających tak wyśrubowane wymagania materiałów. Rozważano w tym zakresie użycie stopów aluminium, tytanu bądź też stali. Największe możliwości stwarzało użycie do budowy nowych jednostek stopu tytanu, który charakteryzuje się dużą lekkością i niezwykłą wytrzymałością oraz niską podatnością na korozję, jest także niemagnetyczny. Zastosowanie go przy budowie okrętów mogło zapewnić redukcję wagi ich struktury, zwiększyć żywotność („cykl życia”) kadłuba, umożliwiało też osiągnięcie większej testowej głębokości zanurzenia. Niemagnetyczne właściwości stopu tytanu zwiększały natomiast ochronę przeciwko minom z zapalnikami magnetycznymi i detektorami anomalii magnetycznych (Magnetic Anomaly Detection – MAD). Wykorzystanie stopu tytanu do budowy okrętów podwodnych zaaprobowano  w 1959 roku, wymagało to jednakże budowy odpowiedniej infrastruktury. Przy produkcji tych okrętów natknięto się na wiele problemów, związanych zwłaszcza ze specjalnymi warunkami niezbędnymi do spawania elementów z tego materiału. Tytan spawany był w atmosferze nasyconej argonem, przez pracowników w specjalnych nieprzepuszczających powietrza kombinezonach – co miało zapobiec zanieczyszczeniu spawów. Niezbędna była w tym celu budowa specjalnych hal z kontrolowanym składem powietrza i temperatury w ich wnętrzu, specjalnymi farbami pokrywającymi je od wnętrza i specjalnymi podłogami. Wykorzystanie stopu tytanu, który wykorzystywano do tej pory jedynie do produkcji niewielkich elementów konstrukcji samolotów, niezmiernie zwiększało również koszt budowy okrętów, jednakże w Związku Radzieckim tego czynnika nie brano pod uwagę (z tego też powodu, okręt projektu 661 miał przezwisko „złota rybka” – zołotaja rybka).

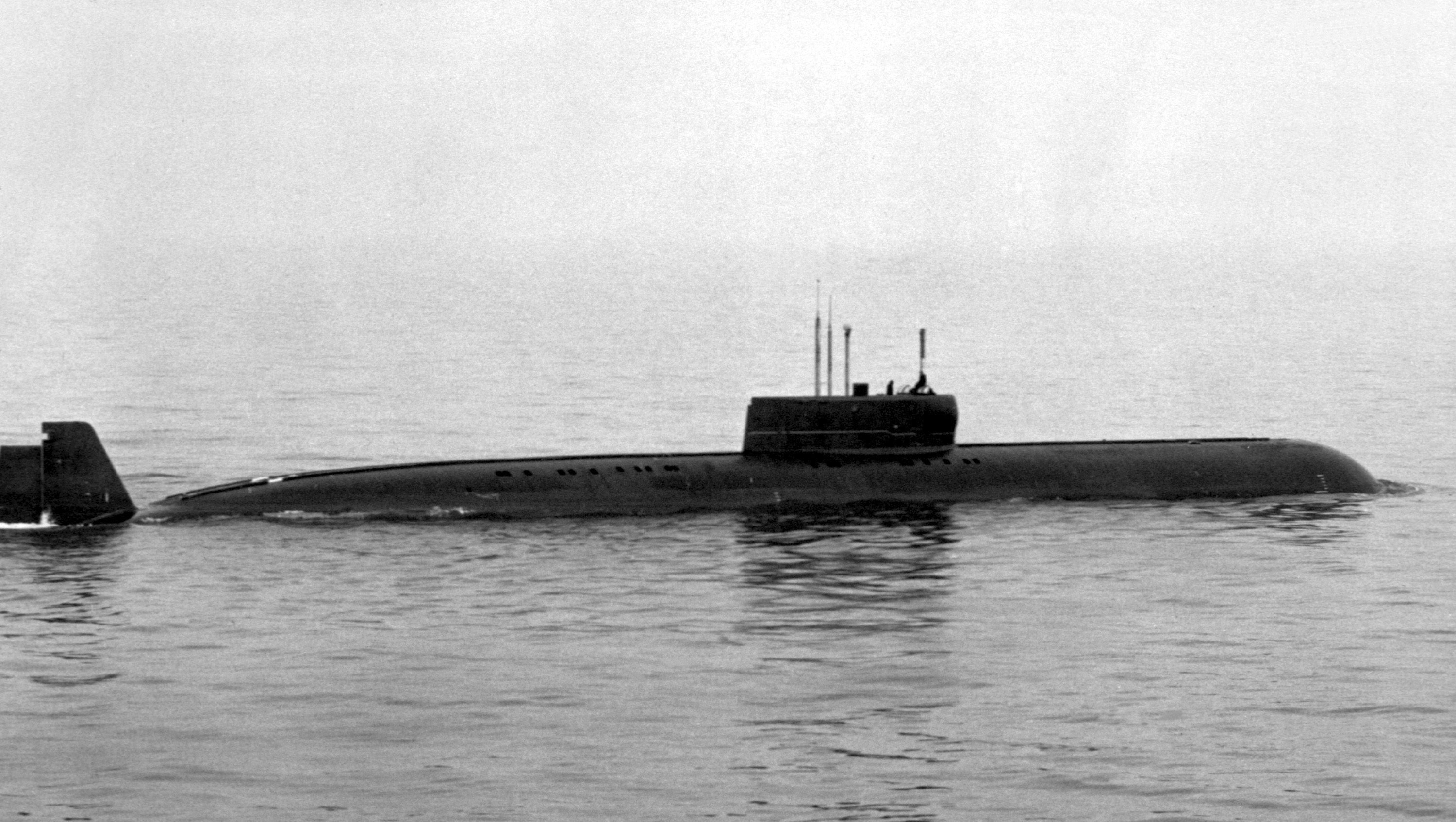
K-222 w 1985

Jeszcze w 1959 roku biuro konstrukcyjne CKB-16 opracowało projekt wstępny okrętu projektu 661 i rozpoczęto przygotowywania do budowy w stoczni nr 402 w Siewierodwińsku (pod numerem budowy 501). Głównym konstruktorem był N. Isanin, potem N. Szulżenko. Proces budowy okrętu jednak znacznie przedłużał się, co spowodowane było głównie problemami związanymi z nową technologią, a także niewielką produkcją tytanu w ZSRR (w tym czasie półtora tysiąca ton rocznie). Jako główne uzbrojenie przewidziano nowe pociski rakietowe woda-woda P-70 Amietist, umieszczone w ukośnych wyrzutniach w przedniej części kadłuba i po raz pierwszy w ZSRR wystrzeliwane spod wody. Równocześnie prowadzono rozwój i testy pocisków. Oficjalne położenie stępki okrętu miało miejsce 28 grudnia 1963, a wodowanie dopiero w grudniu 1968. W 1965 roku okręt otrzymał numer K-162. 

Rysunek

Po zakończeniu skomplikowanego procesu konstrukcji i budowy, pierwszy okręt projektu 661 wyszedł pierwszy raz w morze 13 grudnia 1969 roku. Testy tej jednostki wykazały jej niezwykłą charakterystykę. Już w trakcie jej testów, osiągnęła prędkość podwodną 42 węzłów przy wykorzystaniu zaledwie 90% mocy, podczas gdy specyfikacja projektowa zakładała prędkość 37 do 38 węzłów. W roku 1970, przy wykorzystaniu maksymalnej mocy siłowni, okręt ten osiągnął prędkość 44,7 węzłów – największą kiedykolwiek osiągniętą przez załogowy pojazd podwodny. Jednostka ta miała jednak istotne wady. Jedną z głównych była bardzo duża hałaśliwość, ułatwiająca wykrycie okrętu. Już bowiem przy prędkości 35 węzłów, natężenie generowanego przez maszynownię dźwięku przekraczało 100 dB, co było wartością nieakceptowalną w jednostkach operacyjnych. Początkowo planowano budowę 3 okrętów proj. 661, lecz jeszcze przed położeniem stępki, biorąc pod uwagę trudności produkcyjne, zredukowano w 1961 ich liczbę do dwóch, a ostatecznie 7 lipca 1962 – do jednej. Zamiast nich, zdecydowano produkować opracowane równolegle mniej zaawansowane okręty podwodne projektu 670, z takim samym uzbrojeniem. Projektowano ulepszoną wersję projektu 661A z nowszymi pociskami woda-woda Malachit oraz wersję 661B z pociskami balistycznymi D-5, lecz nie wyszły one poza stadium projektu.
W 1970 roku okręt K-162 przeszedł próby uzbrojenia, po czym od 1971 roku pełnił służbę bojową. Wchodził w skład Floty Północnej. 15 stycznia 1978 okręt został przemianowany na K-222. Pod koniec lat 70. wycofano go na pewien czas z czynnej służby w związku z koniecznością remontu. Od 1988 w rezerwie.  Został następnie ostatecznie wycofany ze służby, po czym w latach 1993–1994 pocięty na złom.